# Helios Sarthou
Helios Sarthou (7 de mayo de 1926 - 2 de junio de 2012) fue un abogado y político uruguayo.

## Biografía
Egresado como abogado de la Facultad de Derecho de la Universidad de la República. Se especializó en temática laboral, siendo un reconocido profesional y docente en la materia.
En 1971 participó en la fundación del Frente Amplio. Muchos consideran que Sarthou, más que abogado, era un militante de izquierda comprometido que aprovechaba la abogacía para ejercer la militancia.
Entre 1987 y 1989 integró la "Comisión Nacional Pro Referéndum", constituida para revocar la "Ley de Caducidad de la Pretensión Punitiva del Estado", promulgada en diciembre de 1986 para impedir el juzgamiento de los crímenes cometidos durante la dictadura militar en su país (1973-1985).
En 1989 se adhiere al recientemente creado Movimiento de Participación Popular. En las elecciones presidenciales de 1989, su nombre encabeza las listas del MPP en todo el país, y es electo diputado por Montevideo junto con Hugo Cores. Se perfila como un ácido opositor a las posturas neoliberales del gobierno de Luis Alberto Lacalle; pasa a ser considerado "un político de extrema izquierda", por su apoyo a las ocupaciones de fábricas y obras.
En las elecciones de 1994, Sarthou es electo senador por el MPP. Durante su actuación senatorial presentó un proyecto de ley sobre Acoso Sexual.
Durante el periodo 1995-1999, el novel diputado José Mujica se destaca como la sensación en el seno del movimiento, y al mismo tiempo Sarthou tiene sus serias discrepancias con la dirigencia del MPP. Por tanto, se separa del mismo; acompaña a Jorge Zabalza en la fundación de la Corriente de Izquierda. Se vuelve a postular en 1999, ahora por esta agrupación, sin éxito.
En 2008, contrariado con la orientación del primer gobierno del Frente Amplio, renunció al mismo.
En 2009 es Candidato a Senador en primer lugar, por la agrupación de Izquierda no frenteamplista, Asamblea Popular.
Hasta sus últimos días mantuvo su militancia incansable en favor de los oprimidos, siendo un crítico profundo del gobierno del Frente Amplio, agrupación política que lo había tenido como uno de sus fundadores.